# 무영로
무영로는 전라남도 무안군 삼향읍 맥포리 죽림 분기점과 영암군 학산면 은곡리 서영암 나들목을 잇는 전라남도의 도로이다. 전 구간 국도 제2호선에 속한다. 서해안고속도로와 남해고속도로를 간접 연결을 해주는 도로이다. 2011년엔 코리아 그랑프리의 지원을 위하여 임시 개통되었다가 그 해 12월 23일에 정식 개통하였다.

## 역사
- 2004년 9월 13일 : 목포시 국도대체우회도로 중 삼향 ~ 삼호 ~ 청호간 도로(무안군 삼향면 맥포리 ~ 영암군 삼호면 서호리) 16.0km 구간을 자동차 전용도로로 지정[1]
- 2011년 10월 11일 : 코리아 그랑프리 개최로 2011년 10월 17일까지 목포시 국도대체우회도로(무안군 삼향면 맥포리 ~ 영암군 삼호읍 서호리) 15.2km 구간 임시 개통[2]
- 2011년 12월 23일 : 목포시 국도대체우회도로(무안군 삼향면 맥포리 ~ 영암군 삼호읍 서호리) 15.2km 구간 개통[3]
- 2017년 8월 3일 : 2개 이상 시·군에 걸쳐 있는 도로로 무영로로 고시[4]
- 2019년 2월 18일 : 목포시 국도대체우회도로의 자동차 전용도로 총 연장을 16.0km에서 15.2km로 정정[5]

## 주요 경유지
전라남도
- 무안군 (삼향읍 · 일로읍) - 영암군 학산면

## 노선
- (■): 자동차 전용도로 구간

| 이름                   | 접속 노선                                              | 소재지        | 소재지                                           | 비고 |
| ---------------------- | ------------------------------------------------------ | ------------- | ------------------------------------------------ | ---- |
| 죽림 분기점            | 15호선 서해안고속도로 국도 제2호선 (구 서해안고속도로) | 무안군        | 삼향읍                                           |      |
| 호남선교 용포교        |                                                        | 무안군        | 삼향읍                                           |      |
| 남악 나들목            | 국가지원지방도 제49호선 (남악동강로) 후광대로          | 무안군        | 삼향읍                                           |      |
| 남창천교               |                                                        | 무안군        | 삼향읍                                           |      |
| 일로읍                 |                                                        | 무안군        |                                                  |      |
| 죽산1교 죽산2교 청호교 |                                                        | 무안군        |                                                  |      |
| 청호 나들목            | 국가지원지방도 제49호선 (일로로)                       | 무안군        |                                                  |      |
| 무영대교               |                                                        | 무안군        |                                                  |      |
| 영암군                 | 학산면                                                 |               |                                                  |      |
| 영암군                 | 학산면                                                 | 학산교        |                                                  |      |
| 영암군                 | 학산면                                                 | 석포 교차로   | 지방도 제821호선 (영산로)                        |      |
| 영암군                 | 학산면                                                 | 은곡교        |                                                  |      |
| 영암군                 | 학산면                                                 | 서영암 나들목 | 10호선 남해고속도로 국도 제2호선 (에프1경주장로) |      |